# Polychoa
Polychoa is een geslacht van vlinders van de familie tandvlinders (Notodontidae).

## Soorten
- P. bipuncta Rothschild, 1917
- P. flavibasis Rothschild, 1917
- P. funebris Gaede, 1930
- P. glauca Turner, 1936
- P. metallica Kiriakoff, 1967
- P. styphlopis Turner, 1906